# Wilton-Fijenoord
La Wilton-Fijenoord era un  cantiere navale e compagnia di riparazione basata a Schiedam nei Paesi Bassi, operativa dal 1929 al 1999.
Da allora la compagnia è stata assorbita dalla Damen Shiprepair.

## Navi costruite

### Civili
- navi passeggeri:
  - Fairstar, varata nel 1964 per la Sitmar Line;
  - Statendam IV, varata nel 1957 per la Holland America Line.
- baleniere:
  - Willem Barendsz, varata nel 1955.

### Militari
Tutte le unità furono realizzate per la Koninklijke Marine.
- incrociatori leggeri:
  - Hr. Ms. De Ruyter, di classe unica, varato l'11 maggio 1935;
  - Hr. Ms. De Ruyter, della classe De Zeven Provinciën, varato il 19 dicembre 1941.
- cacciatorpediniere:
  - Hr. Ms. Witte de With, della classe Admiralen, varato nel 1928;
  - Hr. Ms. Van Galen, della classe Admiralen, varato nel 1928;
  - Hr. Ms. Gelderland, della classe Holland, varato nel 1951;
  - Hr. Ms. Overijssel, della classe Friesland, varato il 7 luglio 1955.
- sommergibili:
  - Hr. Ms. O 19, della classe O 19, varato il 22 settembre del 1938;
  - Hr. Ms. O 20, della classe O 19, varato il 31 gennaio 1939;
  - Hr. Ms. O 25, della classe O 21, varato il 1º maggio 1940;
  - Hr. Ms. Potvis, della classe Potvis, varato il 12 gennaio 1965;
  - Hr. Ms. Tonijn, della classe Potvis, varato il 14 giugno 1965.
- dragamine:
  - Hr. Ms. Dokkum, della classe Dokkum, varato il 12 ottobre 1954;
  - Hr. Ms. Roermond, della classe Dokkum, varato il 13 agosto 1955.